# Adventure Construction Set
Adventure Construction Set est un jeu vidéo de création de jeu d’aventure créé par Stuart Smith et publié par Electronic Arts en 1984 sur Commodore 64 avant d’être porté sur Apple II, Amiga et IBM PC.  Le programme inclut un éditeur, qui permet de créer des jeux d’aventure, ainsi que sept exemples de jeux créés avec celui-ci, que le joueur peut essayer ou modifier pour se familiariser avec son interface graphique. Cette dernière se présente sous forme de menus qui permettent au joueur de créer des environnements, des monstres, des sorts et des armes pour son jeu. Ils permettent également d’inclure des messages textuels dans le jeu afin de raconter une histoire et de donner des indices aux joueurs. Le jeu inclut trois bibliothèques de graphismes et d’effets sonores respectivement destinés à créer des jeux de science-fiction, de fantasy ou de mystère. Le joueur peut de plus modifier l’apparence des différents éléments du jeu, ou en créer de nouveau,.

## Accueil
| Adventure Construction Set |      |       |
| Média                      | Pays | Notes |
| Zzap!64                    | GB   | 24 %  |